# Jean-Louis Étienne
Pour les articles homonymes, voir Étienne.
Jean-Louis Étienne, né le 9 décembre 1946 à Vielmur-sur-Agout dans le Tarn, est un médecin et explorateur français. Il est connu pour ses multiples expéditions en Arctique – il a été le premier homme à atteindre le pôle Nord en solitaire en 1986 – et en Antarctique, notamment la Transantarctica réalisée en 1989-1990.

## Biographie

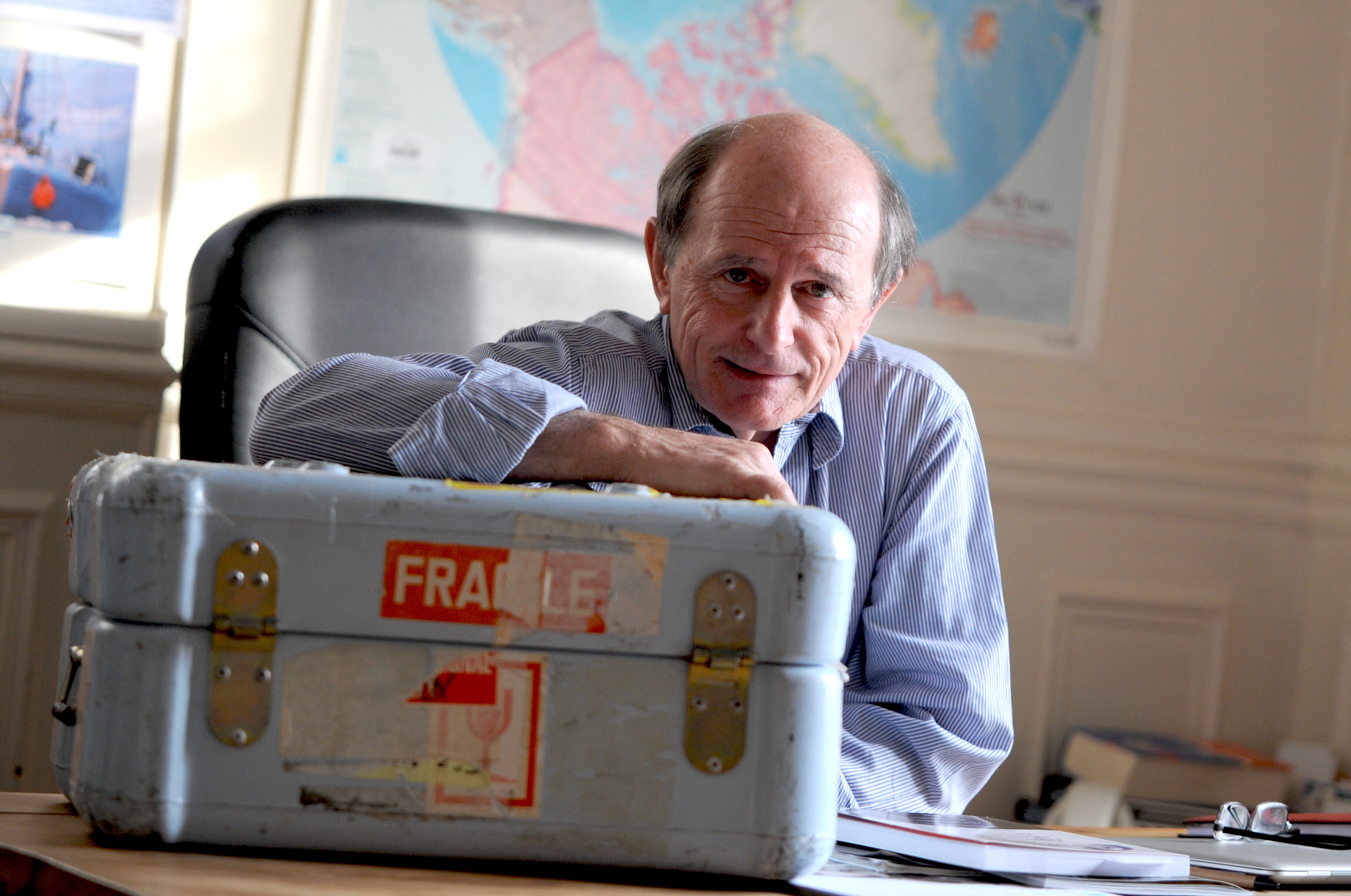
Jean-Louis Étienne, le 18 mars 2010 à Paris.

Jean-Louis Étienne est le fils d'un tailleur d'habits. À treize ans, il déménage à Castres où sa mère a ouvert un petit commerce de confection. Il a dans sa jeunesse évolué en tant que demi de mêlée au Castres Olympique.
Après sa scolarité à l'école communale de Vielmur-sur-Agout, comme il n'a pas de notes suffisantes pour intégrer la sixième, ses parents l'envoient au collège technique de Mazamet. Il y obtient un CAP de tourneur-fraiseur. Le travail manuel lui redonne le goût des études, si bien que ses professeurs le poussent vers un baccalauréat technique, obtenu au lycée Jean-Jaurès de Castres. Il s'inscrit alors à la faculté de médecine de l'université de Toulouse. Dès la deuxième année il s'intéresse à la chirurgie et l'occasion lui est donnée de pratiquer en tant qu'aide opératoire. Il réussit le concours de l'internat puis exerce à l'hôpital de Castres en chirurgie. Souhaitant se rapprocher de la montagne, qui l'attire depuis son enfance, il s'inscrit en radiologie à l'université scientifique et médicale de Grenoble, où il soutiendra sa thèse en 1975. Il est aussi titulaire d'un diplôme d'études supérieures spécialisées (DESS) de diététique et génie alimentaire et d'un diplôme de biologie et de médecine du sport. Jean-Louis Étienne est également médecin breveté de la marine marchande.
Jean-Louis Étienne s'intéresse rapidement à l'aspect médical de la physiologie humaine dans des conditions extrêmes. En tant que médecin il participe à de nombreuses expéditions dans l'Himalaya (Broad Peak et face nord de l'Everest), au Groenland et en Patagonie, notamment dans la cordillère des Andes. Il est coéquipier à bord de Pen Duick VI d'Éric Tabarly lors de sa course autour du monde 1977-1978.
Il est candidat spationaute en 1983-1984-1985 pour le groupe CNES-2 et fait partie des présélectionnés.
En 2007-2008, Jean-Louis Étienne est directeur général de l'Institut océanographique de Paris et du musée océanographique de Monaco.
Pendant l'été 2015, il anime l'émission On refait la planète, en semaine de 19 h 15 à 20 h sur RTL.

## Liste des expéditions

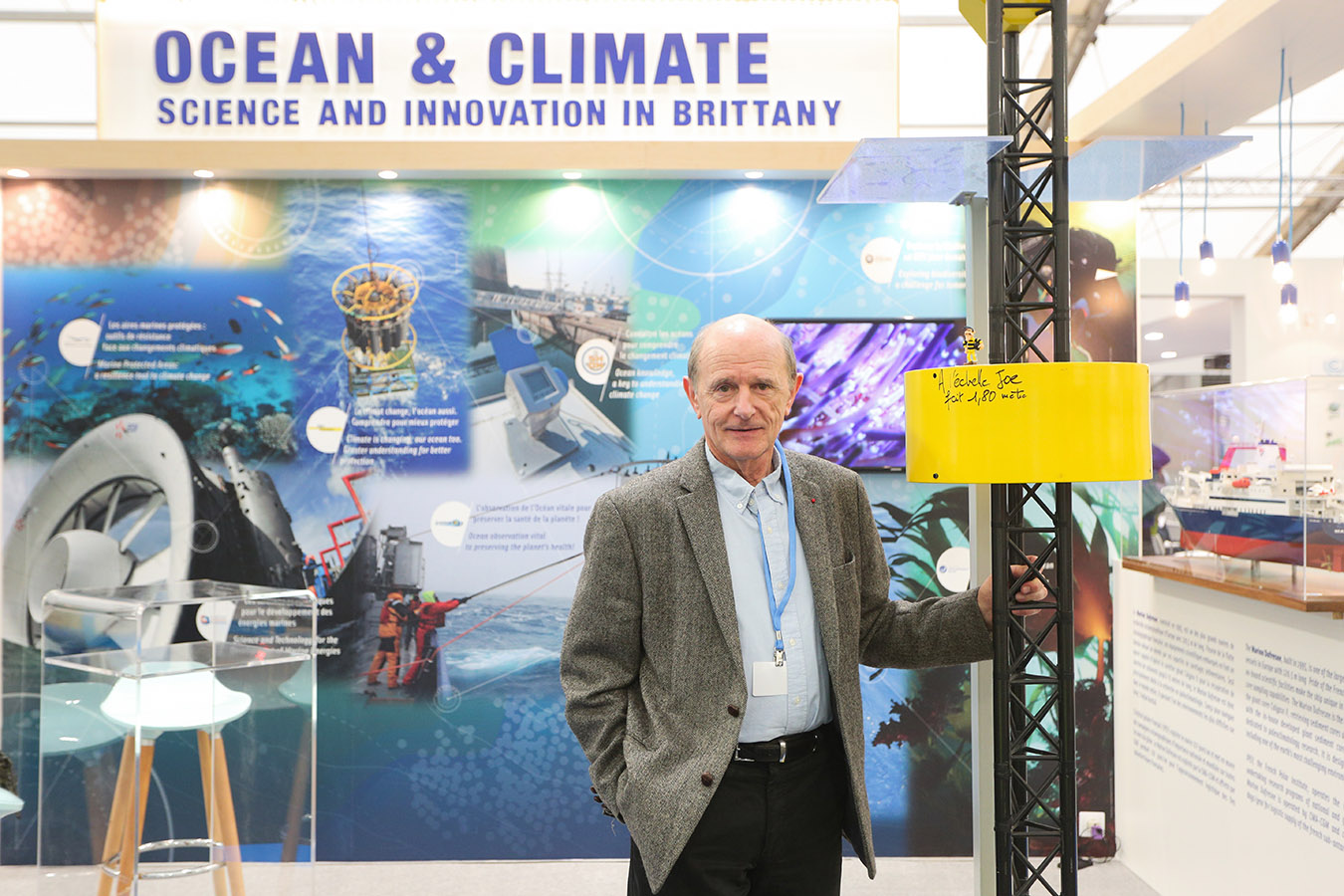
L'explorateur Jean-Louis Étienne sur le stand Ocean & Climate.

- Le 14 mai 1986, il est le premier homme à atteindre le pôle Nord en solitaire, en tirant son traîneau pendant 63 jours avec des ravitaillements. À cette époque le GPS et le téléphone par satellite n'existent pas, il se dirige grâce au soleil et sa position est suivie par le Centre national d'études spatiales au moyen d'une balise Argos qui confirme son arrivée sur l'axe de rotation de la terre, 89° 993 N.
- En 1989-1990, il est co-leader avec l'Américain Will Steger de l'expédition internationale Transantarctica, la plus longue traversée de l'Antarctique en traîneau à chiens. Y prennent également part un Russe, un Chinois, un Japonais et un Anglais. Partis de l'extrémité de la péninsule Antarctique le 25 juillet 1989, ils atteignent la base russe Mirny via le pôle Sud, soit 6 300 km en sept mois d'expédition.
- 1991-1996 : à bord de la goélette Antarctica (rebaptisée Tara en 2003), il mène des expéditions scientifiques en Antarctique — au volcan Erebus —, puis un hivernage au Spitzberg pour préparer la dérive à travers l'océan Arctique.
- Avril 2002 - juillet 2002 : mission Banquise à bord du Polar Observer en dérive pendant trois mois au pôle Nord, pour étudier le réchauffement climatique.
- Janvier-avril 2005 : expédition Clipperton sur l'île de Clipperton dans l'océan Pacifique, pour établir un inventaire de la biodiversité de l'atoll français au large des côtes du Mexique, et par là même affirmer la souveraineté française sur l'île.
- Avril 2007 - mars 2008 : Total Pole Airship, projet de mission scientifique ayant pour objectif de mesurer l'épaisseur de la banquise de l'océan Arctique en dirigeable, via le pôle Nord géographique, dans le cadre de l'Année polaire internationale. Le 22 janvier 2008, le dirigeable, en préparation dans le Var, rompt ses amarres à la suite de fortes rafales de vent et subit des dommages irréparables, ce qui contraint Jean-Louis Étienne à annoncer l'annulation de la mission[10].
- Avril 2010 : première traversée de l'océan Arctique en ballon rozière. Le décollage a lieu le 5 avril 2010 du Spitzberg. Jean-Louis Étienne se pose en Sibérie orientale après un vol en solitaire de 5 j 2 h 15 min, sur une distance de 3 160 km.

### Projet 2023:expédition Polar POD

Polar Pod de profil.

Il s'agit d'un projet d'exploration de l'océan Austral, l'immense étendue d'eau encore méconnue qui entoure le continent Antarctique, considérée comme le principal puits de carbone de la planète,. Cette campagne se fera à bord du Polar POD, une plateforme océanographique conçue pour dériver dans le courant circumpolaire antarctique. D'après les simulations de Météo France et Mercator Ocean, cette circumnavigation devrait durer trois ans. Le Polar POD devant être propulsé par le courant et alimenté en énergie renouvelable, il s'agit de la première campagne océanographique « zéro émission » (hors construction et émissions de la goélette Persévérance, qui effectuera le ravitaillement de la plateforme tous les deux mois).
Au cours de la longue période écoulée entre l'annonce du projet et sa réalisation, Polar Pod est passée de simple plate-forme habitée à « station océanique internationale », le tout coordonné par le Centre national de la recherche scientifique (CNRS) en partenariat avec le Centre national d'études spatiales (Cnes) et l'Ifremer, également maître d'œuvre de la construction. Le programme de recherche bénéficie désormais de l'engagement de 43 institutions et universités de 12 pays, tandis que les données et observations seront accessibles à l'ensemble de la communauté scientifique internationale.

« Ce sera une contribution française au programme de l'Unesco, la Décennie de l'océan »

— Citation rapportée par l'UNESCO.

## Prix et distinctions
Jean-Louis Étienne a été élevé au rang de :
- Grand officier de la Légion d'honneur[15] (2020, commandeur 2016[16], officier 2007)
- Grand officier de l'ordre national du Mérite  (2021, chevalier 1991)[17]
- Chevalier de l'ordre des Palmes académiques[1]

Il reçoit la médaille d'or de la Société de géographie et est membre de l'Académie des technologies. Il est aussi lauréat du prix Henry-Deutsch-de-la-Meurthe de l'Académie des sports en 1990, récompensant « un fait sportif ayant entraîné un progrès matériel, scientifique ou moral pour l’humanité », et lauréat, en 1986, du prix André-de-Saint-Sauveur, également décerné par l'Académie des sports, pour « exploit sportif exceptionnel et de caractère original ».

## Hommages
Un collège du quartier de Bonnecombe à Mazamet (Tarn) et le groupe scolaire de Coupvray (Seine-et-Marne) portent son nom. Un DITEP porte également son nom à Brest (Finistère). Une école primaire et maternelle porte également son nom dans la commune du Bono dans le morbihan en Bretagne. 

## Films
- Erebus, le volcan des glaces, de Pierre-Antoine Hiroz, coprod. Gedeon Programmes / France 3 (1994)
- Spitzberg. Nuit blanche sur la banquise, de Marc Jampolsky, coprod. Gedeon Programmes / France 3  (1997)
- Le Monde d'Étienne, d'Olivier Julien, coprod. Gedeon Programmes / La Cinquième (2002)
- Le Pôle intérieur, d'Emilio Maillé, coprod. Gedeon Programmes, France 3 (2003)
- Les Mystères de Clipperton, de Luc Marescot, coprod. Gedeon Programmes / Canal+ (2005)[19]